# Liste der Staatsoberhäupter nach Amtszeiten
Die Liste nennt – chronologisch nach ihrem Amtsantritt – alle derzeit amtierenden Staatsoberhäupter der souveränen Staaten der Welt. Einige der Herrscher (zum Beispiel in Brunei) waren schon vor dem genannten Amtsantritt im Amt. In diesem Fall bezieht sich das Datum des Amtsantritts auf das Datum der Unabhängigkeit des Staates. Staatsoberhäupter von Gliedstaaten sind nicht aufgeführt.

## Amtierende Staatsoberhäupter
Monarchen sind in der Liste kursiv gesetzt.

### Mit einer Amtszeit von mehr als 25 Jahren

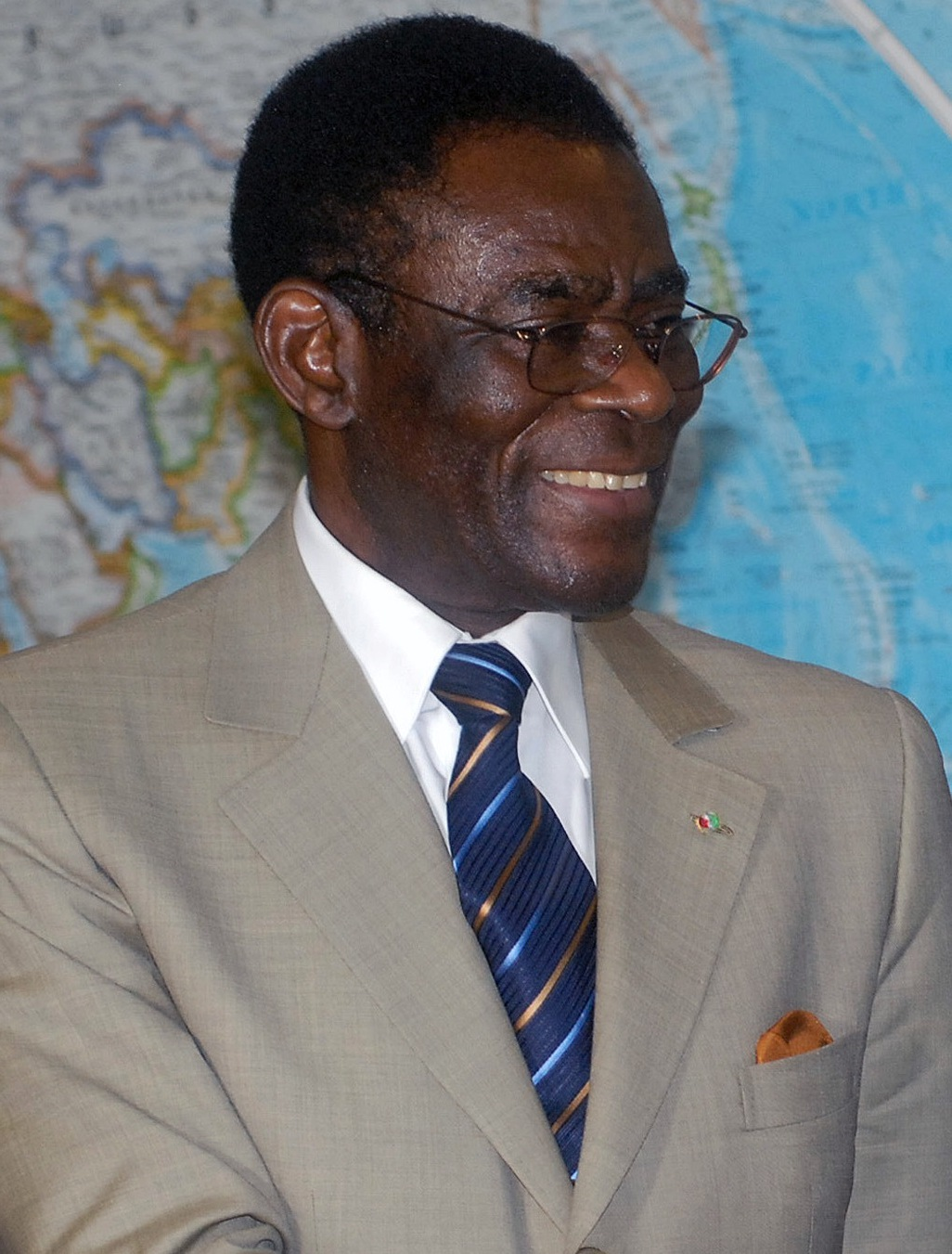
Der autoritäre Präsident von Äquatorialguinea, Teodoro Obiang, ist das am längsten amtierende nicht-monarchische Staatsoberhaupt

| Name                          | Staat            | im Amt seit   | Tage im Amt |
| ----------------------------- | ---------------- | ------------- | ----------- |
| Haji Hassan al-Bolkiah        | Brunei           | 4. Okt. 1967  | 21.139      |
| Carl XVI. Gustaf              | Schweden         | 15. Sep. 1973 | 18.966      |
| Teodoro Obiang Nguema Mbasogo | Äquatorialguinea | 3. Aug. 1979  | 16.818      |
| Paul Biya                     | Kamerun          | 6. Nov. 1982  | 15.627      |
| Yoweri Museveni               | Uganda           | 26. Jan. 1986 | 14.450      |
| Mswati III.                   | Eswatini         | 25. Apr. 1986 | 14.361      |
| Ali Chamene’i                 | Iran             | 4. Juni 1989  | 13.225      |
| Hans-Adam II.                 | Liechtenstein    | 13. Nov. 1989 | 13.063      |
| Harald V.                     | Norwegen         | 17. Jan. 1991 | 12.633      |
| Emomalij Rahmon               | Tadschikistan    | 20. Nov. 1992 | 11.960      |
| Isayas Afewerki               | Eritrea          | 24. Mai 1993  | 11.775      |
| Aljaksandr Lukaschenka        | Belarus          | 20. Juli 1994 | 11.353      |
| Letsie III.                   | Lesotho          | 7. Feb. 1996  | 10.786      |
| Denis Sassou-Nguesso          | Republik Kongo   | 25. Okt. 1997 | 10.160      |
| Abdullah II.                  | Jordanien        | 7. Feb. 1999  | 9.690       |
| Hamad bin Isa Al Chalifa      | Bahrain          | 6. März 1999  | 9.663       |
| Ismail Omar Guelleh           | Dschibuti        | 8. Mai 1999   | 9.600       |
| Mohammed VI.                  | Marokko          | 23. Juli 1999 | 9.524       |
| Paul Kagame                   | Ruanda           | 24. März 2000 | 9.279       |

### Mit einer Amtszeit von zehn bis 25 Jahren
| Name                           | Staat               | im Amt seit   | Tage im Amt |
| ------------------------------ | ------------------- | ------------- | ----------- |
| Henri                          | Luxemburg           | 7. Okt. 2000  | 9.082       |
| İlham Əliyev                   | Aserbaidschan       | 31. Okt. 2003 | 7.963       |
| Norodom Sihamoni               | Kambodscha          | 14. Okt. 2004 | 7.614       |
| Albert II.                     | Monaco              | 6. Apr. 2005  | 7.440       |
| Jigme Khesar Namgyel Wangchuck | Bhutan              | 14. Dez. 2006 | 6.823       |
| Daniel Ortega                  | Nicaragua           | 10. Jan. 2007 | 6.796       |
| Alassane Ouattara              | Elfenbeinküste      | 4. Dez. 2010  | 5.372       |
| Salva Kiir Mayardit            | Südsudan            | 9. Juli 2011  | 5.155       |
| Michael D. Higgins             | Irland              | 11. Nov. 2011 | 5.030       |
| Tupou VI.                      | Tonga               | 18. März 2012 | 4.902       |
| Wladimir Putin                 | Russland            | 7. Mai 2012   | 4.852       |
| Xi Jinping                     | Volksrepublik China | 14. März 2013 | 4.541       |
| Nicolás Maduro                 | Venezuela           | 19. Apr. 2013 | 4.505       |
| Willem-Alexander               | Niederlande         | 30. Apr. 2013 | 4.494       |
| Tamim bin Hamad Al Thani       | Katar               | 25. Juni 2013 | 4.438       |
| Philippe                       | Belgien             | 21. Juli 2013 | 4.412       |
| Abd al-Fattah as-Sisi          | Ägypten             | 8. Juni 2014  | 4.090       |
| Felipe VI.                     | Spanien             | 19. Juni 2014 | 4.079       |
| Recep Tayyip Erdoğan           | Türkei              | 28. Aug. 2014 | 4.009       |
| Salman ibn Abd al-Aziz         | Saudi-Arabien       | 23. Jan. 2015 | 3.861       |
| Sergio Mattarella              | Italien             | 3. Feb. 2015  | 3.850       |

### Mit einer Amtszeit von fünf bis zehn Jahren
| Name                      | Staat                        | im Amt seit   | Tage im Amt |
| ------------------------- | ---------------------------- | ------------- | ----------- |
| Marcelo Rebelo de Sousa   | Portugal                     | 9. März 2016  | 3.450       |
| Taneti Maamau             | Kiribati                     | 11. März 2016 | 3.448       |
| Faustin-Archange Touadéra | Zentralafrikanische Republik | 30. März 2016 | 3.429       |
| Patrice Talon             | Benin                        | 6. Apr. 2016  | 3.422       |
| Azali Assoumani           | Komoren                      | 26. Mai 2016  | 3.372       |
| Maha Vajiralongkorn       | Thailand                     | 1. Dez. 2016  | 3.183       |
| Shavkat Mirziyoyev        | Usbekistan                   | 14. Dez. 2016 | 3.170       |
| Adama Barrow              | Gambia                       | 19. Jan. 2017 | 3.134       |
| Rumen Radew               | Bulgarien                    | 22. Jan. 2017 | 3.131       |
| Alexander Van der Bellen  | Österreich                   | 26. Jan. 2017 | 3.127       |
| Frank-Walter Steinmeier   | Deutschland                  | 19. März 2017 | 3.075       |
| Emmanuel Macron           | Frankreich / Andorra         | 14. Mai 2017  | 3.019       |
| Aleksandar Vučić          | Serbien                      | 31. Mai 2017  | 3.002       |
| Vaʻaletoa Sualauvi II.    | Samoa                        | 21. Juli 2017 | 2.951       |
| João Lourenço             | Angola                       | 26. Sep. 2017 | 2.884       |
| Emmerson Mnangagwa        | Simbabwe                     | 24. Nov. 2017 | 2.825       |
| Cyril Ramaphosa           | Südafrika                    | 15. Feb. 2018 | 2.377       |
| Julius Maada Bio          | Sierra Leone                 | 4. Apr. 2018  | 2.329       |
| Miguel Díaz-Canel         | Kuba                         | 19. Apr. 2018 | 2.314       |
| Félix Tshisekedi          | Demokratische Republik Kongo | 24. Jan. 2019 | 2.399       |
| Qassym-Schomart Toqajew   | Kasachstan                   | 20. März 2019 | 2.344       |
| Wolodymyr Selenskyj       | Ukraine                      | 20. Mai 2019  | 2.283       |
| Gitanas Nausėda           | Litauen                      | 12. Juli 2019 | 2.230       |
| Mohamed Ould Ghazouani    | Mauretanien                  | 1. Aug. 2019  | 2.210       |
| Kais Saied                | Tunesien                     | 23. Okt. 2019 | 2.127       |
| Abdelmadjid Tebboune      | Algerien                     | 19. Dez. 2019 | 2.070       |
| Haitham ibn Tariq         | Oman                         | 11. Jan. 2020 | 2.047       |
| Zoran Milanović           | Kroatien                     | 18. Feb. 2020 | 2.009       |
| Umaro Sissoco Embaló      | Guinea-Bissau                | 27. Feb. 2020 | 2.000       |
| Évariste Ndayishimiye     | Burundi                      | 18. Juni 2020 | 1.888       |
| Lazarus Chakwera          | Malawi                       | 28. Juni 2020 | 1.878       |
| Irfaan Ali                | Guyana                       | 2. Aug. 2020  | 1.843       |
| Luis Abinader             | Dominikanische Republik      | 16. Aug. 2020 | 1.829       |

### Mit einer Amtszeit von weniger als fünf Jahren
| Name                                  | Staat                                                     | im Amt seit   | Tage im Amt |
| ------------------------------------- | --------------------------------------------------------- | ------------- | ----------- |
| Wavel Ramkalawan                      | Seychellen                                                | 26. Okt. 2020 | 1.758       |
| Luis Arce                             | Bolivien                                                  | 8. Nov. 2020  | 1.745       |
| Maia Sandu                            | Moldau                                                    | 24. Dez. 2020 | 1.699       |
| Surangel Whipps                       | Palau                                                     | 21. Jan. 2021 | 1.671       |
| Sadyr Dschaparow                      | Kirgisistan                                               | 28. Jan. 2021 | 1.664       |
| Myint Swe                             | Myanmar                                                   | 1. Feb. 2021  | 1.660       |
| Samia Suluhu Hassan                   | Tansania                                                  | 17. März 2021 | 1.616       |
| Thongloun Sisoulith                   | Laos                                                      | 22. März 2021 | 1.611       |
| Mahamat Idriss Déby Itno              | Tschad                                                    | 20. Apr. 2021 | 1.582       |
| Uchnaagiin Chürelsüch                 | Mongolei                                                  | 25. Juni 2021 | 1.516       |
| Jitzchak Herzog                       | Israel                                                    | 9. Juli 2021  | 1.502       |
| Hakainde Hichilema                    | Sambia                                                    | 24. Aug. 2021 | 1.456       |
| Carlos Vila Nova                      | São Tomé und Príncipe                                     | 2. Okt. 2021  | 1.417       |
| Alar Karis                            | Estland                                                   | 11. Okt. 2021 | 1.408       |
| José Maria Neves                      | Kap Verde                                                 | 9. Nov. 2021  | 1.379       |
| Sandra Mason                          | Barbados                                                  | 30. Nov. 2021 | 1.358       |
| Xiomara Castro                        | Honduras                                                  | 27. Jan. 2022 | 1.300       |
| Gabriel Boric                         | Chile                                                     | 11. März 2022 | 1.257       |
| Wahagn Chatschaturjan                 | Armenien                                                  | 13. März 2022 | 1.255       |
| Serdar Berdimuhamedow                 | Turkmenistan                                              | 19. März 2022 | 1.249       |
| Rodrigo Chaves Robles                 | Costa Rica                                                | 8. Mai 2022   | 1.199       |
| Muhammad bin Zayid Al Nahyan          | Vereinigte Arabische Emirate                              | 14. Mai 2022  | 1.193       |
| Hassan Sheikh Mohamud                 | Somalia                                                   | 16. Mai 2022  | 1.191       |
| José Ramos-Horta                      | Osttimor                                                  | 20. Mai 2022  | 1.187       |
| Ferdinand Marcos Jr.                  | Philippinen                                               | 30. Juni 2022 | 1.146       |
| Nikenike Vurobaravu                   | Vanuatu                                                   | 23. Juli 2022 | 1.123       |
| Bajram Begaj                          | Albanien                                                  | 24. Juli 2022 | 1.122       |
| Draupadi Murmu                        | Indien                                                    | 25. Juli 2022 | 1.121       |
| Gustavo Petro                         | Kolumbien                                                 | 7. Aug. 2022  | 1.108       |
| Charles III.                          | Vereinigtes Königreich und 14 weitere Commonwealth Realms | 8. Sep. 2022  | 1.076       |
| William Ruto                          | Kenia                                                     | 13. Sep. 2022 | 1.071       |
| Abdul Latif Raschid                   | Irak                                                      | 13. Okt. 2022 | 1.041       |
| Dina Boluarte                         | Peru                                                      | 7. Dez. 2022  | 986         |
| Nataša Pirc Musar                     | Slowenien                                                 | 22. Dez. 2022 | 971         |
| Luiz Inácio Lula da Silva             | Brasilien                                                 | 1. Jan. 2023  | 961         |
| Nikos Christodoulidis                 | Zypern                                                    | 28. Feb. 2023 | 903         |
| Petr Pavel                            | Tschechien                                                | 9. März 2023  | 894         |
| Ram Chandra Paudel                    | Nepal                                                     | 13. März 2023 | 890         |
| Christine Kangaloo                    | Trinidad und Tobago                                       | 20. März 2023 | 883         |
| Mohammed Shahabuddin                  | Bangladesch                                               | 24. Apr. 2023 | 848         |
| Wesley Simina                         | Föderierte Staaten von Mikronesien                        | 11. Mai 2023  | 831         |
| Jakov Milatović                       | Montenegro                                                | 20. Mai 2023  | 822         |
| Bola Tinubu                           | Nigeria                                                   | 29. Mai 2023  | 813         |
| Edgars Rinkēvičs                      | Lettland                                                  | 8. Juli 2023  | 773         |
| Santiago Peña                         | Paraguay                                                  | 15. Aug. 2023 | 735         |
| Tharman Shanmugaratnam                | Singapur                                                  | 14. Sep. 2023 | 705         |
| Sylvanie Burton                       | Dominica                                                  | 2. Okt. 2023  | 687         |
| David Adeang                          | Nauru                                                     | 30. Okt. 2023 | 659         |
| Mohamed Muizzu                        | Malediven                                                 | 17. Nov. 2023 | 641         |
| Daniel Noboa                          | Ecuador                                                   | 23. Nov. 2023 | 635         |
| Javier Milei                          | Argentinien                                               | 10. Dez. 2023 | 618         |
| Mischal al-Ahmad al-Dschabir as-Sabah | Kuwait                                                    | 16. Dez. 2023 | 612         |
| Andry Rajoelina                       | Madagaskar                                                | 16. Dez. 2023 | 612         |
| Hilda Heine                           | Marshallinseln                                            | 3. Jan. 2024  | 594         |
| Frederik X.                           | Dänemark                                                  | 14. Jan. 2024 | 583         |
| Bernardo Arévalo                      | Guatemala                                                 | 14. Jan. 2024 | 583         |
| Joseph Boakai                         | Liberia                                                   | 22. Jan. 2024 | 575         |
| Ibrahim Ismail von Johor              | Malaysia                                                  | 31. Jan. 2024 | 566         |
| Alexander Stubb                       | Finnland                                                  | 1. März 2024  | 536         |
| Tamás Sulyok                          | Ungarn                                                    | 5. März 2024  | 532         |
| Asif Ali Zardari                      | Pakistan                                                  | 10. März 2024 | 527         |
| Bassirou Diomaye Faye                 | Senegal                                                   | 2. Apr. 2024  | 504         |
| Myriam Spiteri Debono                 | Malta                                                     | 4. Apr. 2024  | 502         |
| Gordana Siljanovska-Davkova           | Nordmazedonien                                            | 12. Mai 2024  | 464         |
| Nayib Bukele                          | El Salvador                                               | 1. Juni 2024  | 444         |
| Peter Pellegrini                      | Slowakei                                                  | 15. Juni 2024 | 430         |
| José Raúl Mulino                      | Panama                                                    | 1. Juli 2024  | 414         |
| Halla Tómasdóttir                     | Island                                                    | 1. Aug. 2024  | 383         |
| Anura Kumara Dissanayake              | Sri Lanka                                                 | 23. Sep. 2024 | 330         |
| Claudia Sheinbaum                     | Mexiko                                                    | 1. Okt. 2024  | 322         |
| Taye Atske Selassie                   | Äthiopien                                                 | 7. Okt. 2024  | 316         |
| Prabowo Subianto                      | Indonesien                                                | 20. Okt. 2024 | 303         |
| Lương Cường                           | Vietnam                                                   | 21. Okt. 2024 | 302         |
| Duma Boko                             | Botswana                                                  | 1. Nov. 2024  | 291         |
| Naiqama Lalabalavu                    | Fidschi                                                   | 12. Nov. 2024 | 280         |
| Dharam Gokhool                        | Mauritius                                                 | 6. Dez. 2024  | 256         |
| Micheil Qawelaschwili                 | Georgien                                                  | 29. Dez. 2024 | 233         |
| John Dramani Mahama                   | Ghana                                                     | 7. Jan. 2025  | 224         |
| Joseph Khalil Aoun                    | Libanon                                                   | 9. Jan. 2025  | 222         |
| Daniel Chapo                          | Mosambik                                                  | 15. Jan. 2025 | 216         |
| Donald Trump                          | Vereinigte Staaten                                        | 20. Jan. 2025 | 211         |
| Yamandú Orsi                          | Uruguay                                                   | 1. März 2025  | 171         |
| Konstantinos Tasoulas                 | Griechenland                                              | 13. März 2025 | 159         |
| Netumbo Nandi-Ndaitwah                | Namibia                                                   | 21. März 2025 | 151         |
| Denise Bronzetti Italo Righi          | San Marino                                                | 1. Apr. 2025  | 140         |
| Jean-Lucien Savi de Tové              | Togo                                                      | 3. Mai 2025   | 108         |
| Leo XIV.                              | Vatikanstadt                                              | 8. Mai 2025   | 103         |
| Nicușor Dan                           | Rumänien                                                  | 26. Mai 2025  | 85          |
| Josep-Lluís Serrano Pentinat          | Andorra                                                   | 31. Mai 2025  | 80          |
| Lee Jae-myung                         | Südkorea                                                  | 4. Juni 2025  | 76          |
| Željko Komšić                         | Bosnien und Herzegowina                                   | 16. Juli 2025 | 34          |
| Jennifer Simons                       | Suriname                                                  | 16. Juli 2025 | 34          |
| Karol Nawrocki                        | Polen                                                     | 6. Aug. 2025  | 13          |

### Interimsstaatsoberhäupter
| Staat                          | Name                         | im Amt seit   | Bemerkungen |
| ------------------------------ | ---------------------------- | ------------- | --- |
| Sudan                          | Abdel Fattah Burhan          | 12. Apr. 2019 | Der Generalleutnant übernahm die Führung eines Übergangsrates.                                                                  |
| Libyen                         | Mohamed al-Menfi             | 15. März 2021 | Der Vorsitzende des Präsidentenrates ist bis zur Präsidentschaftswahl amtierendes Staatsoberhaupt.                              |
| Mali                           | Assimi Goïta                 | 26. Mai 2021  | Nach der Absetzung des bisherigen Präsidenten übernimmt der Vizepräsident das Präsidentenamt.                                   |
| Guinea                         | Mamady Doumbouya             | 5. Sep. 2021  | Nach einem Staatsstreich ist der Vorsitzende des Nationalen Verteidigungsrates neues Staatsoberhaupt.                           |
| Islamisches Emirat Afghanistan | Hibatullah Achundsada        | 7. Sep. 2021  | Der Talibanführer ist im wiedererrichteten Islamischen Emirat Staatsoberhaupt.                                                  |
| Jemen                          | Rashad al-Alimi              | 7. Apr. 2022  | Nach dem Rücktritt des bisherigen Präsidenten ist der Präsidialratsvorsitzende neues Staatsoberhaupt.                           |
| Burkina Faso                   | Ibrahim Traoré               | 30. Sep. 2022 | Der Präsident der Patriotischen Bewegung für Schutz und Wiederaufbau ist neues Staatsoberhaupt.                                 |
| Niger                          | Abdourahamane Tiani          | 26. Juli 2023 | Nach einem Militärputsch ist der Vorsitzende des Nationalen Heimatschutzrates neues Staatsoberhaupt.                            |
| Gabun                          | Brice Clotaire Oligui Nguema | 30. Aug. 2023 | Der Vorsitzende des Komitees für den Übergang und die Wiederherstellung der Institutionen ist neues Staatsoberhaupt.            |
| Syrien                         | Ahmed al-Sharaa              | 8. Dez. 2024  | Der Anführer des Milizbündnisses Haiʾat Tahrir asch-Scham ist nach dem Sturz des Assad-Regimes kommissarisches Staatsoberhaupt. |
| Haiti                          | Laurent Saint-Cyr            | 7. Aug. 2025  | Der Vorsitzende des Übergangsrates ist kommissarisches Staatsoberhaupt von Haiti.                                               |

## Sonderfälle
Diese Liste führt die Staatsoberhäupter auf, welche derzeit dieses Amt bekleiden, dies aber in einer Sonderform geschieht. Deshalb können sie nicht ohne Weiteres in die Liste der Staatsoberhäupter nach Amtszeiten aufgenommen werden.

### De-facto-Staatsoberhäupter
| de jure | Staat   | de facto                                            | im Amt seit                            | Bemerkungen |
| ------- | ------- | --------------------------------------------------- | -------------------------------------- | --- |
| keines  | Japan   | Naruhito                                            | 1. Mai 2019                            | Nach der Japanischen Verfassung ist der Kaiser lediglich das „Symbol des Staates und der Einheit des Volkes“ und nicht mehr wie früher explizit Staatsoberhaupt. |
| keines  | Schweiz | jährlich wechselnd, siehe Bundespräsident (Schweiz) | 1. Januar des jeweils laufenden Jahres | Die schweizerische Bundesverfassung kennt weder ein Staatsoberhaupt noch einen Regierungschef. Der Bundespräsident ist lediglich ein primus inter pares innerhalb des Bundesrats, eines vom Parlament gewählten 7-köpfigen Gremiums. Für einen Vergleich zu dieser Liste (mit den Präsidenten) wäre allenfalls die Amtsdauer als Bundesrat denkbar (aber nicht direkt zutreffend). |

### Verstorbene als Staatsoberhäupter
| de jure     | im Amt seit   | Staat     | de facto       | im Amt seit   | Bemerkungen |
| ----------- | ------------- | --------- | -------------- | ------------- | --- |
| Kim Il-sung | 28. Dez. 1972 | Nordkorea | Choe Ryong-hae | 12. Apr. 2019 | Kim Il-sung (gestorben 1994) ist laut der nordkoreanischen Verfassung ewiger Präsident und somit weiterhin Staatsoberhaupt. Der Vorsitzende der Obersten Volksversammlung Nordkoreas übt de facto die Rolle aus. |

### Abwesende bzw. Entrückte als De-jure-Staatsoberhäupter
| de jure                                               | Staat | de facto                               | im Amt seit  | Bemerkungen |
| ----------------------------------------------------- | ----- | -------------------------------------- | ------------ | --- |
| Muhammad al-Mahdī (seit 941 n. Chr. in Verborgenheit) | Iran  | Sayyid Alī Chāmene'ī (Oberster Führer) | 4. Juni 1989 | Die Verfassung der Islamischen Republik Iran von 1979 nennt einen in entrücktem Zustand existierenden Imam, Muhammad al-Mahdī, als eigentliches Staatsoberhaupt. Das höchste und mächtigste Amt im heutigen iranischen Staat ist der Oberste Führer, der laut Artikel 5 der Verfassung als dessen Stellvertreter regiert. Das Konzept geht im Wesentlichen auf Ajatollah Ruhollah Chomeini zurück und bildet die Legitimation der theokratischen Elemente der Verfassung. |

### Staatsoberhäupter nicht allgemein anerkannter Staaten
Aufgrund einer Vielzahl von Gebieten und Ländern, welche sich für unabhängig erklärt haben (zum Beispiel Transnistrien oder Somaliland), werden hier nur Staaten aufgeführt, die zumindest von einem Staat international anerkannt werden.
| Staatsoberhaupt              | im Amt seit   | Staat                         | Bemerkungen |
| ---------------------------- | ------------- | ----------------------------- | --- |
| Mahmud Abbas                 | 15. Jan. 2005 | Palästina                     | Der Staat Palästina ist ein von 147 Staaten anerkannter Staat, der von der PLO ausgerufen wurde. Nominelle Regierungsfunktionen in den Palästinensischen Autonomiegebieten im Westjordanland und dem Gazastreifen werden jedoch von der Palästinensischen Autonomiebehörde ausgeübt, die von der PLO und Israel einvernehmlich gegründet wurde und der Abbas ebenfalls vorsteht. Da es sich bei den Autonomiegebieten um keinen souveränen Staat handelt, ist auch deren Oberhaupt keines eines solchen Staates. Am 14. Juni 2007 übernahm die Hamas die Kontrolle über den Gazastreifen und bildete dort eine eigene Regierung. Somit hat die Regierung von Mahmud Abbas de facto nur noch Kontrolle über die Gebiete im Westjordanland. Autonomiebehörde und Staat Palästina sind institutionell eng verbunden, inwieweit die Autonomiebehörde im Staat aufgehen soll, ist umstritten. |
| Ersin Tatar                  | 23. Okt. 2020 | Türkische Republik Nordzypern | Der Nordteil der Insel Zypern erklärte sich als Folge von Konflikten zwischen griechischen und türkischen Zyprioten 1983 als Türkische Republik Nordzypern von der Republik Zypern für unabhängig. Nordzypern wird international nur von der Türkei als souveräner Staat anerkannt. Die UN haben die Unabhängigkeitserklärung für nichtig erklärt und betrachten die Türkische Republik Nordzypern weiterhin als Teil der Republik Zypern. |
| Vjosa Osmani                 | 4. Apr. 2021  | Kosovo                        | Die ehemals jugoslawische und später serbische Provinz Kosovo erklärte am 17. Februar 2008 ihre Unabhängigkeit von Serbien. Bereits seit 1999 stand das überwiegend von Albanern bewohnte Gebiet unter UN-Verwaltung (UNMIK). Der Kosovo wird inzwischen von 117 der 193 UN-Mitgliedstaaten anerkannt (Internationale Anerkennung des Kosovo). |
| Lai Ching-te                 | 20. Mai 2024  | Taiwan                        | Die Republik China ist neben der Volksrepublik China einer der beiden chinesischen Staaten. Beide erhoben in der Vergangenheit den Anspruch, China rechtmäßig zu vertreten. Von der Republik China auf Taiwan wird dieser Anspruch jedoch faktisch nicht mehr erhoben. Seit 1971 gilt die Volksrepublik bei den UN als legitimer Vertreter Chinas (siehe Resolution 2758 der UN-Generalversammlung). Die Republik unterhält derzeit zu 12 Staaten offizielle diplomatische Beziehungen. |
| Brahim Ghali                 | 12. Juli 2016 | Westsahara                    | 1976 rief die POLISARIO nach dem Abzug Spaniens die Demokratische Arabische Republik Sahara aus. Im selben Jahr annektierten Marokko und Mauretanien das Territorium, welches seit 1979 großteils unter marokkanischer Verwaltung ist. Der Staat wird derzeit von 45 Staaten anerkannt, jedoch nicht von den UN. In Europa hatten nur Albanien und die SFR Jugoslawien das Land anerkannt, beide (Serbien und Montenegro als Rechtsnachfolger für die SFRJ) zogen ihre Anerkennung 2004 wieder zurück. Das Staatsoberhaupt (Exilregierung hat ihren Sitz in Tindouf, Algerien) des Landes ist somit keines eines souveränen Staates. |
| Abdirahman Mohamed Abdullahi | 12. Dez. 2024 | Somaliland                    | |
| Samwel Schahramanjan         | 9. Sep. 2023  | Arzach                        | |
| Alan Gagloyev                | 24. Mai 2022  | Südossetien                   | Die völkerrechtlich zu Georgien gehörende Region Südossetien erklärte bereits 1991 ihre Unabhängigkeit. 1992 wurden die ehemaligen Sondertruppen des sowjetischen Innenministeriums abgezogen, was zu Kämpfen zwischen Südosseten und Georgiern führte. In einem Waffenstillstandsabkommen zwischen Russland und Georgien wurde der Rückzug Georgiens und die Stationierung von Friedenstruppen beschlossen. Anfang August 2008 begann Georgien mit der Besetzung Südossetiens, als Reaktion darauf rückten russische Truppen in Südossetien ein und besetzten darüber hinaus auch Gebiete in Georgien. Am 12. August gab der russische Präsident Dmitri Medwedew den Abschluss der Militäraktionen in Georgien bekannt. Wie Abchasien wurde auch Südossetien durch einstimmig gefassten Beschluss der beiden Kammern des russischen Parlaments anerkannt. Mit der Ratifizierung dieses Beschlusses am 26. August durch Präsident Medwedew ist Südossetien von Russland als souveräner Staat anerkannt. Als zweiter Staat folgte am 5. September 2008 Nicaragua mit der Anerkennung Südossetiens. |
| Badra Gunba                  | 19. Nov. 2024 | Abchasien                     | Die völkerrechtlich zu Georgien gehörende Region Abchasien erklärte bereits 1992 ihre Unabhängigkeit. Im selben Jahr brach ein Krieg zwischen abchasischen Separatisten und georgischem Militär aus, welcher 1994 mit einem Rückzug der Georgier und einem Waffenstillstand endete. Seither wurde der Waffenstillstand von russischen Truppen als Friedenstruppen der GUS überwacht. Im März und April 2008 kam es zu erneuten Spannungen mit Georgien, welche im August im Zuge des Südossetien-Konfliktes eskalierten. Am 26. August ratifizierte der russische Präsident Dmitri Medwedew den an den vorherigen Tagen einstimmig gefassten Beschluss der beiden Kammern des russischen Parlaments, Abchasien gleichzeitig mit Südossetien als selbstständigen Staat anzuerkennen. Abchasien wird international von Russland und seit dem 5. September 2008 auch von Nicaragua als souveräner Staat anerkannt. |

## Historische Staatsoberhäupter

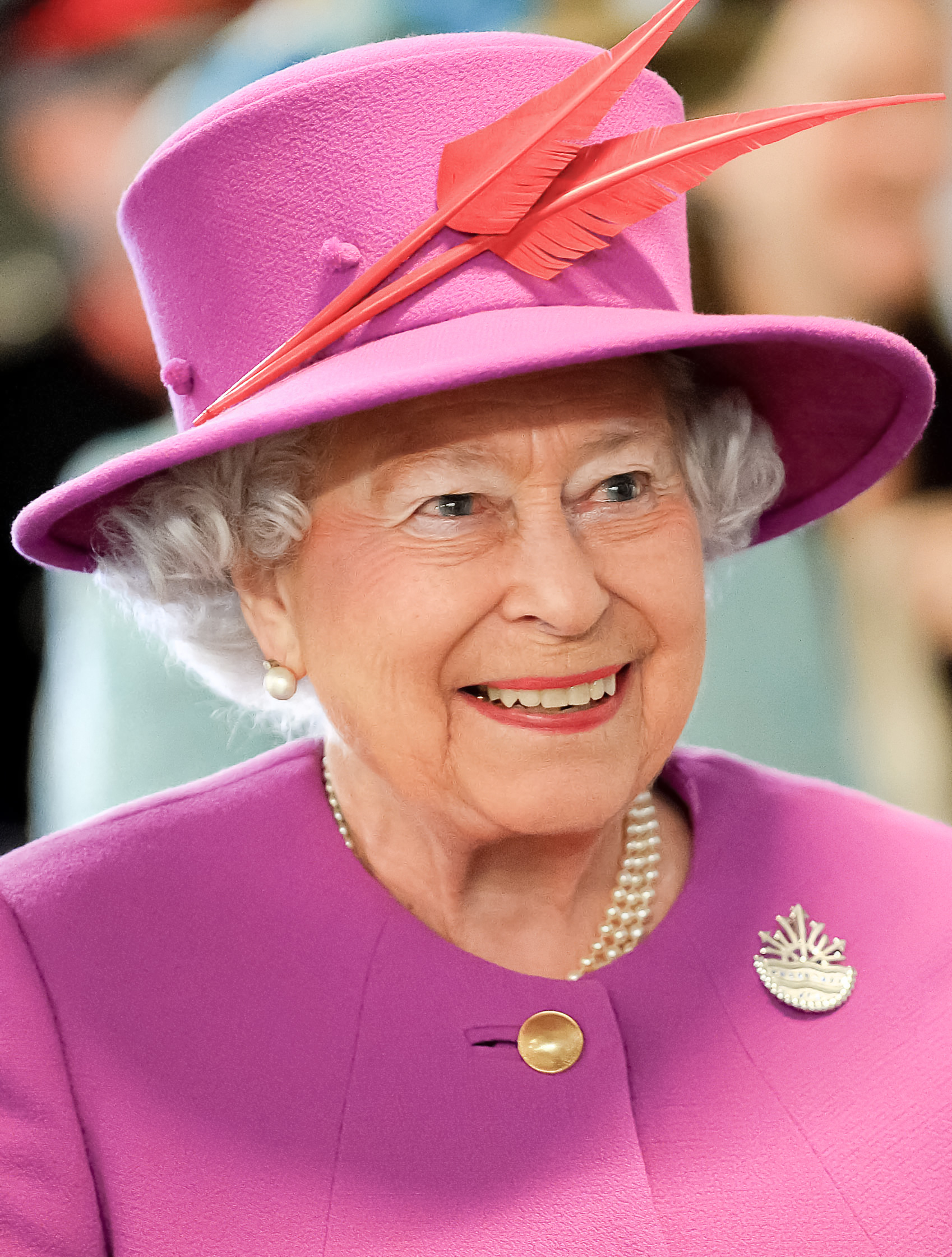
Elisabeth II. regierte ab 1952 insgesamt 70 Jahre und 214 Tage. Die Monarchin war damit das am längsten amtierende Staatsoberhaupt der Welt im 20./21. Jahrhundert.

### 20. Jahrhundert

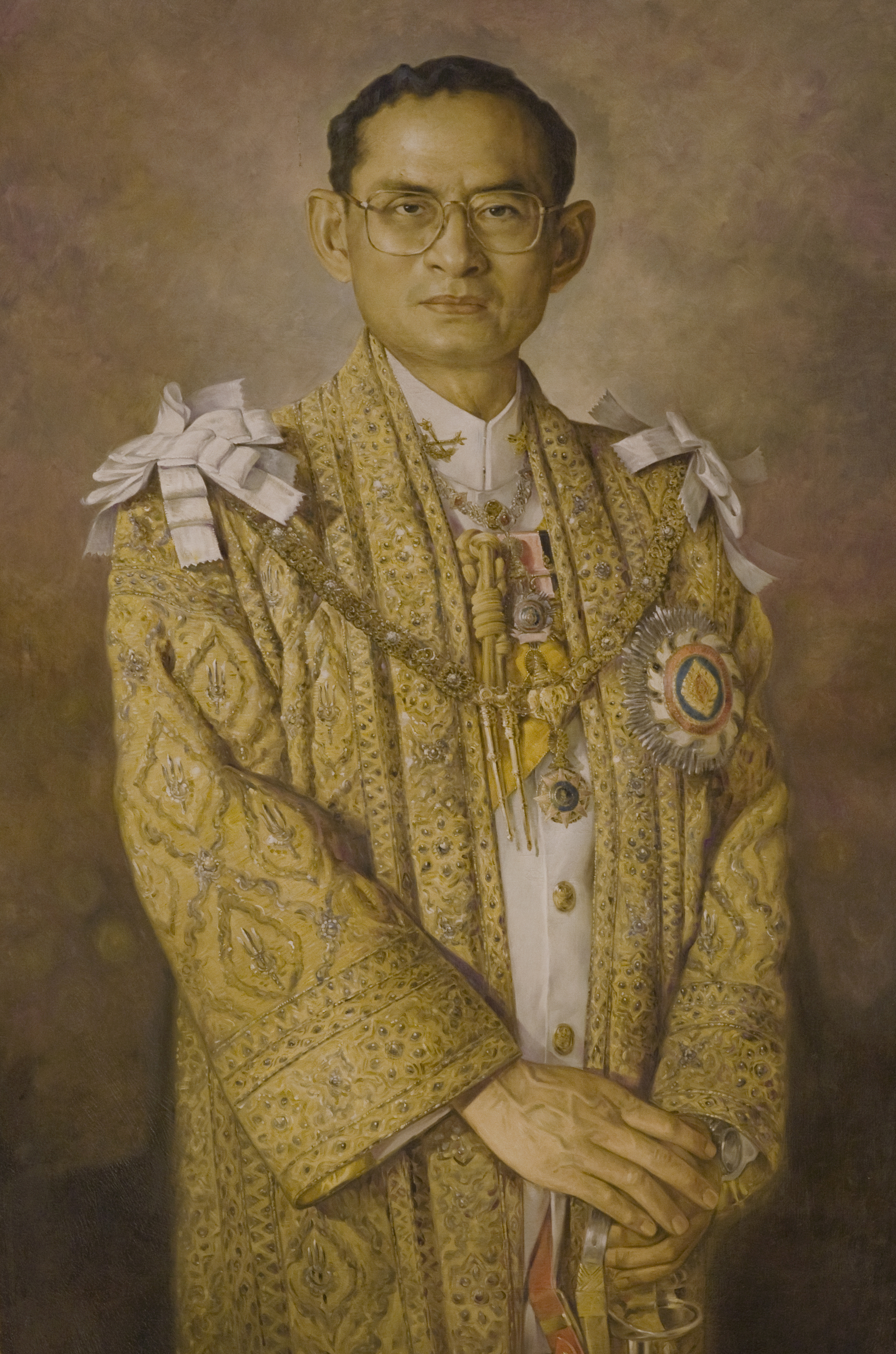
Der thailändische König Bhumibol Adulyadej war mit einer Amtszeit von 70 Jahren und 127 Tagen das am zweitlängsten amtierende Staatsoberhaupt im 20./21. Jahrhundert.

Diese Liste nennt die Staatsoberhäupter souveräner Staaten des 20. Jahrhunderts mit Amtszeiten von mehr als 20 Jahren. Aufgeführt sind alle Staatsoberhäupter, deren Amtsantritt frühestens 1901 und spätestens vor 25 Jahren stattfand. Wie bei den derzeit amtierenden Staatsoberhäuptern wird auch hier nur die Amtszeit ab der Unabhängigkeit eines Staates angegeben. Die Gesamtdauer der Amtszeit ist in Jahren und Tagen angegeben, mit eingerechnet ist der Tag des Amtsantritts und der Tag des Endes der Amtszeit (Die Zahl der Tage ergibt sich im Zweifelsfall (Schaltjahre) aus dem Zeitraum vom letzten Jahrestag bis zum Ende der Amtszeit).
| Name                        | Staat                  | Regierungszeit                  | Jahre / Tage |
| --------------------------- | ---------------------- | ------------------------------- | ------------ |
| Elisabeth II.               | Vereinigtes Königreich | 1952–2022                       | 70 / 214     |
| Bhumibol Adulyadej          | Thailand               | 1946–2016                       | 70 / 127     |
| Hirohito                    | Japan                  | 1926–1989                       | 62 / 14      |
| Rainier III.                | Monaco                 | 1949–2005                       | 55 / 333     |
| Margrethe II.               | Dänemark               | 1972–2024                       | 52           |
| Haakon VII.                 | Norwegen               | 1905–1957                       | 51 / 277     |
| Franz Josef II.             | Liechtenstein          | 1938–1989                       | 51 / 112     |
| Qabus ibn Said              | Oman                   | 1970–2020                       | 49 / 172     |
| Hussein I.                  | Jordanien              | 1952–1999                       | 46 / 181     |
| Charlotte                   | Luxemburg              | 1919–1964                       | 45 / 303     |
| Viktor Emanuel III.         | Italien                | 1900–1946                       | 45 / 272     |
| Tanumafili II.              | Samoa                  | 1962–2007                       | 45 / 131     |
| Tribhuvan                   | Nepal                  | 1911–1950 1951–1955             | 42 / 356     |
| Gustav V.                   | Schweden               | 1907–1950                       | 42 / 326     |
| Muammar al-Gaddafi          | Libyen                 | 1969–2011                       | 42 / 50      |
| Baudouin I.                 | Belgien                | 1951–1993                       | 42 / 15      |
| Omar Bongo                  | Gabun                  | 1967–2009                       | 41 / 193     |
| Mohammed Sahir Schah        | Afghanistan            | 1933–1973                       | 39 / 221     |
| Haile Selassie              | Äthiopien              | 1930–1936 1941–1974             | 39 / 162     |
| Juan Carlos I.              | Spanien                | 1975–2014                       | 38 / 209     |
| Hassan II.                  | Marokko                | 1961–1999                       | 38 / 143     |
| José Eduardo dos Santos     | Angola                 | 1979–2017                       | 38 / 16      |
| Gnassingbé Eyadéma          | Togo                   | 1967–2005                       | 37 / 298     |
| Mohammad Reza Pahlavi       | Iran                   | 1941–1979                       | 37 / 149     |
| Francisco Franco            | Spanien                | 1939–1975                       | 36 / 233     |
| Taufaʻahau Tupou IV.        | Tonga                  | 1970–2006                       | 36 / 99      |
| Jean                        | Luxemburg              | 1964–2000                       | 35 / 331     |
| Christian X.                | Dänemark               | 1912–1947                       | 34 / 342     |
| Chiang Kai-shek             | Nationalchina          | 1928–1931 1943–1949 1950–1975   | 34           |
| Alfredo Stroessner          | Paraguay               | 1954–1989                       | 34 / 173     |
| Jigme Singye Wangchuck      | Bhutan                 | 1972–2006                       | 34 / 147     |
| Ali Abdullah Salih          | Jemen                  | 1978–2012                       | 33 / 223     |
| Olav V.                     | Norwegen               | 1957–1991                       | 33 / 119     |
| Félix Houphouët-Boigny      | Elfenbeinküste         | 1960–1993                       | 33 / 35      |
| Beatrix                     | Niederlande            | 1980–2013                       | 33 / 1       |
| Zayid bin Sultan Al Nahyan  | VAE                    | 1971–2004                       | 32 / 337     |
| Joan Martí Alanís           | Andorra                | 1971–2003                       | 32 / 103     |
| Juliana                     | Niederlande            | 1948–1980                       | 31 / 238     |
| Mobutu Sese Seko            | Kongo Zaire            | 1965–1971 1971–1997             | 31 / 175     |
| Fidel Castro                | Kuba                   | 1976–2008                       | 31 / 85      |
| Suharto                     | Indonesien             | 1967–1998                       | 31 / 71      |
| Idriss Déby                 | Tschad                 | 1990–2021                       | 30 / 139     |
| Akihito                     | Japan                  | 1989–2019                       | 30 / 113     |
| Habib Bourguiba             | Tunesien               | 1957–1987                       | 30 / 105     |
| Maumoon Abdul Gayoom        | Malediven              | 1978–2008                       | 30 / 1       |
| Robert Mugabe               | Simbabwe               | 1987–2017                       | 29 / 325     |
| Umar al-Baschir             | Sudan                  | 1989–2019                       | 29 / 285     |
| Birendra                    | Nepal                  | 1972–2001                       | 29 / 123     |
| Husni Mubarak               | Ägypten                | 1981–2011                       | 29 / 121     |
| Haxhi Lleshi                | Albanien               | 1953–1982                       | 29 / 114     |
| Yahya Muhammad Hamid ad-Din | Jemen                  | 1918–1948                       | 29 / 111     |
| Hafiz al-Assad              | Syrien                 | 1971–2000                       | 29 / 100     |
| Mathieu Kérékou             | Benin                  | 1972–1991 1996–2006             | 28 / 163     |
| Hastings Kamuzu Banda       | Malawi                 | 1966–1994                       | 27 / 320     |
| Isa bin Salman Al Chalifa   | Bahrain                | 1971–1999                       | 27 / 204     |
| William S. Tubman           | Liberia                | 1944–1971                       | 27 / 203     |
| Josip Broz Tito             | Jugoslawien            | 1953–1980                       | 27 / 112     |
| Nursultan Nasarbajew        | Kasachstan             | 1991–2019                       | 27 / 93      |
| Blaise Compaoré             | Burkina Faso           | 1987–2014                       | 27 / 17      |
| Kenneth Kaunda              | Sambia                 | 1964–1991                       | 27 / 10      |
| Michail Kalinin             | RSFSR UdSSR            | 1919–1922 1922–1946             | 26 / 355     |
| Louis II.                   | Monaco                 | 1922–1949                       | 26 / 317     |
| France-Albert René          | Seychellen             | 1977–2004                       | 26 / 295     |
| Johannes Paul II.           | Vatikanstadt           | 1978–2005                       | 26 / 169     |
| Ramon Iglésias Navarri      | Andorra                | 1943–1969                       | 26 / 26      |
| Urho Kekkonen               | Finnland               | 1956–1982                       | 25 / 333     |
| Chiang Kai-shek             | Republik China         | 1948–1949, 1950–1975            | 25 / 283     |
| Georg V.                    | Vereinigtes Königreich | 1910–1936                       | 25 / 259     |
| Jigme Wangchuk              | Bhutan                 | 1926–1952                       | 25 / 222     |
| Islom Karimov               | Usbekistan             | 1991–2016                       | 25 / 1       |
| Frederik IX.                | Dänemark               | 1947–1972                       | 24 / 269     |
| Baschar al-Assad            | Syrien                 | 2000–2024                       | 24 / 144     |
| Moshoeshoe II.              | Lesotho                | 1966–1970, 1970–1990, 1995–1996 | 24 / 96      |
| Dawda Jawara                | Gambia                 | 1970–1994                       | 24 / 89      |
| Albert I.                   | Belgien                | 1909–1934                       | 24 / 56      |
| Zine el-Abidine Ben Ali     | Tunesien               | 1987–2011                       | 23 / 68      |
| Gustav VI. Adolf            | Schweden               | 1950–1973                       | 22 / 321     |
| Yahya Jammeh                | Gambia                 | 1994–2017                       | 22 / 181     |
| Hassan Gouled Aptidon       | Dschibuti              | 1977–1999                       | 21 / 315     |
| Ahmadou Ahidjo              | Kamerun                | 1960–1982                       | 21 / 186     |
| Sukarno                     | Indonesien             | 1945–1967                       | 21 / 114     |
| Juvénal Habyarimana         | Ruanda                 | 1973–1994                       | 20 / 275     |
| Jigme Dorji Wangchuck       | Bhutan                 | 1952–1972                       | 20 / 84      |

### 19. Jahrhundert

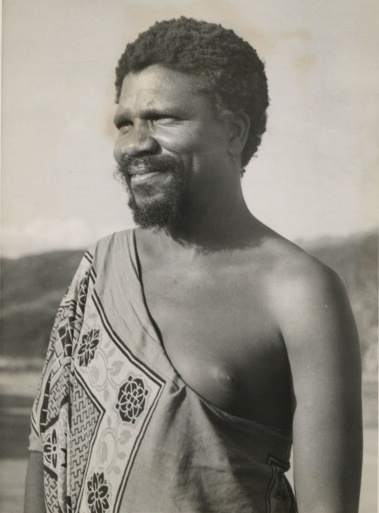
Der König von Eswatini Sobhuza II. ist mit einer Amtszeit von über 82 Jahren das möglicherweise am längsten amtierende Staatsoberhaupt der Geschichte. Gerechnet ab der Unabhängigkeit von Großbritannien 1968 waren es knapp 14 Jahre.

| Name                  | Staat                 | Regierungszeit                | Jahre / Tage |
| --------------------- | --------------------- | ----------------------------- | ------------ |
| Alexander I.          | Russland              | 1801–1825                     | 24           |
| Franz                 | Österreich            | 1804–1835                     | 31           |
| Johann I.             | Liechtenstein         | 1805–1836                     | 31           |
| Ferdinand VII.        | Spanien               | 1808–1808 1813–1833           | 20           |
| Friedrich VI.         | Dänemark              | 1808–1839                     | 31           |
| Wilhelm I.            | Niederlande Luxemburg | 1815–1840                     | 25           |
| Karl XIV.             | Schweden Norwegen     | 1818–1844                     | 26           |
| Nikolaus I.           | Russland              | 1825–1855                     | 30           |
| Maria II.             | Portugal              | 1826–1828 1834–1853           | 21           |
| Leopold I.            | Belgien               | 1831–1865                     | 34           |
| Peter II.             | Brasilien             | 1831–1889                     | 58           |
| Otto I.               | Griechenland          | 1832–1862                     | 30           |
| Isabella II.          | Spanien               | 1833–1868                     | 35           |
| Alois II.             | Liechtenstein         | 1836–1858                     | 22           |
| Victoria              | Großbritannien        | 1837–1901                     | 64           |
| Friedrich Wilhelm IV. | Preußen               | 1840–1861                     | 21           |
| Pius IX.              | Kirchenstaat          | 1846–1878                     | 31           |
| Franz Joseph          | Österreich-Ungarn     | 1848–1916                     | 68           |
| Napoleon III.         | Frankreich            | 1848–1870                     | 21           |
| Wilhelm III.          | Niederlande Luxemburg | 1849–1890                     | 41           |
| Alexander II.         | Russland              | 1855–1881                     | 26           |
| Johann II.            | Liechtenstein         | 1858–1929                     | 71           |
| Wilhelm I.            | Preußen Deutschland   | 1861–1888 1871–1888           | 27 17        |
| Ludwig                | Portugal              | 1861–1889                     | 28           |
| Christian IX.         | Dänemark              | 1863–1906                     | 43           |
| Leopold II.           | Belgien               | 1865–1909                     | 44           |
| Oskar II.             | Schweden Norwegen     | 1872–1907 1872–1905           | 35 33        |
| Porfirio Diaz         | Mexiko                | 1876–1876 1877–1880 1884–1911 | 30           |
| Umberto I.            | Italien               | 1878–1900                     | 22           |
| Alfons XIII.          | Spanien               | 1886–1931                     | 45           |
| Wilhelm II.           | Preußen Deutschland   | 1888–1918                     | 30           |
| Wilhelmina            | Niederlande           | 1890–1948                     | 58           |
| Nikolaus II.          | Russland              | 1894–1917                     | 23           |
| Sobhuza II.           | Eswatini              | 1899–1982                     | 83           |

### 18. Jahrhundert
| Name                   | Staat                 | Regierungszeit      | Jahre / Tage |
| ---------------------- | --------------------- | ------------------- | ------------ |
| Clemens XI.            | Kirchenstaat          | 1700–1721           | 21           |
| Philipp V.             | Spanien               | 1700–1724 1724–1746 | 46           |
| Johann V.              | Portugal              | 1706–1750           | 44           |
| Karl VI.               | HRR                   | 1711–1740           | 29           |
| Friedrich Wilhelm I.   | Preußen               | 1713–1740           | 27           |
| Ludwig XV.             | Frankreich            | 1715–1774           | 59           |
| Friedrich              | Schweden              | 1720–1751           | 31           |
| Georg II.              | Großbritannien Irland | 1727–1760           | 33           |
| August III             | Polen                 | 1737–1767           | 30           |
| Karl Friedrich         | Baden                 | 1738–1811           | 73           |
| Maria Theresia         | Ungarn                | 1740–1780           | 40           |
| Elisabeth              | Russland              | 1741–1762           | 21           |
| Franz I.               | HRR                   | 1745–1765           | 20           |
| Joseph                 | Portugal              | 1750–1777           | 27           |
| Adolf Friedrich        | Schweden              | 1751–1771           | 20           |
| Karl III.              | Spanien               | 1759–1788           | 29           |
| Friedrich II.          | Preußen               | 1740–1786           | 46           |
| Friedrich V.           | Dänemark Norwegen     | 1746–1766           | 20           |
| Georg III.             | Großbritannien        | 1760–1820           | 60           |
| Katharina II.          | Russland              | 1762–1796           | 34           |
| Stanislaus II.         | Polen                 | 1764–1795           | 31           |
| Joseph II.             | HRR                   | 1765–1790           | 25           |
| Christian VII.         | Dänemark Norwegen     | 1766–1808           | 42           |
| Gustav III.            | Schweden              | 1771–1792           | 21           |
| Pius VI.               | Kirchenstaat          | 1775–1798           | 23           |
| Maria I.               | Portugal              | 1777–1816           | 39           |
| Karl IV.               | Spanien               | 1788–1808           | 20           |
| Franz                  | Ungarn                | 1792–1835           | 43           |
| Friedrich Wilhelm III. | Preußen               | 1797–1840           | 43           |

### 17. Jahrhundert
| Name                 | Staat                     | Regierungszeit      | Jahre / Tage |
| -------------------- | ------------------------- | ------------------- | ------------ |
| Jakob I.             | England Irland            | 1603–1625           | 22           |
| Ludwig XIII.         | Frankreich                | 1610–1643           | 33           |
| Gustav II.           | Schweden                  | 1611–1632           | 21           |
| Philipp IV.          | Spanien                   | 1621–1665           | 44           |
| Urban VIII.          | Kirchenstaat              | 1623–1644           | 21           |
| Karl I.              | England Irland Schottland | 1625–1649           | 24           |
| Christina            | Schweden                  | 1632–1654           | 22           |
| Ferdinand III.       | HRR Ungarn                | 1637–1657           | 20           |
| Ludwig XIV.          | Frankreich                | 1643–1715           | 72           |
| Friedrich III.       | Dänemark                  | 1648–1670           | 22           |
| Karl II.             | Schottland                | 1649–1651 1660–1685 | 27           |
| Alfons VI.           | Portugal                  | 1656–1683           | 27           |
| Leopold I.           | HRR Ungarn                | 1657–1705           | 48           |
| Karl II.             | England Irland Schottland | 1660–1685           | 25           |
| Karl XI.             | Schweden                  | 1660–1697           | 37           |
| Karl II.             | Spanien                   | 1665–1700           | 35           |
| Christian V.         | Dänemark Norwegen         | 1670–1699           | 29           |
| Johann III. Sobieski | Polen                     | 1674–1696           | 32           |
| Peter I.             | Russland                  | 1682–1725           | 43           |
| Peter II.            | Portugal                  | 1683–1706           | 23           |
| Karl XII.            | Schweden                  | 1697–1718           | 21           |
| Friedrich IV.        | Dänemark Norwegen         | 1699–1730           | 31           |

### 16. Jahrhundert
| Name           | Staat               | Regierungszeit      | Jahre / Tage |
| -------------- | ------------------- | ------------------- | ------------ |
| Johanna        | Kastilien Aragonien | 1504–1555 1516–1555 | 51 39        |
| Sigismund I    | Polen               | 1507–1548           | 41           |
| Heinrich VIII. | England             | 1509–1547           | 38           |
| Jakob V.       | Schottland          | 1513–1542           | 29           |
| Franz I.       | Frankreich          | 1515–1547           | 32           |
| Karl V.        | Spanien HRR         | 1516–1556 1519–1556 | 40 37        |
| Heinrich II.   | Navarra             | 1517–1555           | 38           |
| Süleyman I.    | Osmanen             | 1520–1566           | 46           |
| Johann III.    | Portugal            | 1521–1557           | 36           |
| Gustav I.      | Schweden            | 1523–1560           | 37           |
| Ferdinand I.   | Ungarn              | 1526–1564           | 38           |
| Sigismund II   | Polen               | 1530–1572           | 42           |
| Christian III. | Dänemark Norwegen   | 1534–1559           | 25           |
| Johann II.     | Ungarn              | 1540–1570           | 30           |
| Maria I.       | Schottland          | 1542–1567           | 25           |
| Philipp II.    | Spanien             | 1556–1598           | 42           |
| Sebastian      | Portugal            | 1557–1578           | 21           |
| Elisabeth I.   | England Irland      | 1558–1603           | 45           |
| Friedrich II.  | Dänemark Norwegen   | 1559–1588           | 29           |
| Jakob VI.      | Schottland          | 1567–1625           | 58           |
| Johann III.    | Schweden            | 1568–1592           | 24           |
| Heinrich IV.   | Navarra Frankreich  | 1572–1610 1589–1610 | 38 21        |
| Rudolf II.     | HRR Ungarn          | 1576–1612 1576–1608 | 36 32        |
| Sigismund III. | Polen               | 1587–1632           | 45           |
| Christian IV.  | Dänemark Norwegen   | 1588–1648           | 60           |
| Philipp III.   | Spanien Portugal    | 1598–1621           | 23           |

### 15. Jahrhundert
| Name           | Staat      | Regierungszeit      | Jahre / Tage |
| -------------- | ---------- | ------------------- | ------------ |
| Jakob I.       | Schottland | 1406–1437           | 31           |
| Johann II.     | Kastilien  | 1406–1454           | 48           |
| Sigismund      | HRR        | 1410–1437           | 27           |
| Erik VII.      | Dänemark   | 1412–1439           | 27           |
| Alfons V.      | Aragonien  | 1416–1458           | 42           |
| Karl VII.      | Frankreich | 1422–1461           | 39           |
| Heinrich VI.   | England    | 1422–1461 1470–1471 | 40           |
| Johannes VIII. | Byzanz     | 1425–1448           | 23           |
| Jakob II.      | Schottland | 1437–1460           | 23           |
| Alfons V.      | Portugal   | 1438–1481           | 43           |
| Friedrich III. | HRR        | 1440–1493           | 53           |
| Kasimir IV     | Polen      | 1447–1492           | 45           |
| Christian I.   | Dänemark   | 1448–1481           | 33           |
| Heinrich IV.   | Kastilien  | 1454–1474           | 20           |
| Johann II.     | Aragonien  | 1458–1479           | 21           |
| Matthias I.    | Ungarn     | 1458–1490           | 32           |
| Jakob III.     | Schottland | 1460–1488           | 28           |
| Eduard IV.     | England    | 1461–1470 1471–1483 | 21           |
| Ludwig XI.     | Frankreich | 1461–1483           | 22           |
| Isabella I.    | Kastilien  | 1474–1504           | 30           |
| Ferdinand II.  | Aragonien  | 1479–1516           | 37           |
| Johann I.      | Dänemark   | 1481–1513           | 32           |
| Katharina      | Navarra    | 1483–1517           | 34           |
| Heinrich VII.  | England    | 1485–1509           | 24           |
| Jakob IV.      | Schottland | 1488–1513           | 25           |
| Wladislaus II. | Ungarn     | 1490–1516           | 26           |
| Maximilian I.  | HRR        | 1493–1519           | 26           |
| Manuel I.      | Portugal   | 1495–1521           | 26           |

### Herrscher bis zum 14. Jahrhundert (Auswahl)
| Name                 | Staat        | Regierungszeit          | Jahre / Tage |
| -------------------- | ------------ | ----------------------- | ------------ |
| Schapur II.          | Sassaniden   | 0309–379                | 70           |
| Ramses II.           | Ägypten      | 1279–1213 v. Chr.       | 66           |
| Jakob I.             | Aragonien    | 1213–1276               | 63           |
| Basileios II.        | Byzanz       | 0963–1025               | 62           |
| Pepi II.             | Ägypten      | 2240–2180 v. Chr.       | 60           |
| Heinrich III.        | England      | 1216–1272               | 56           |
| Alfons VIII.         | Kastilien    | 1158–1214               | 56           |
| Psammetich I.        | Ägypten      | 0664–610 v. Chr.        | 54           |
| Friedrich I.         | Sizilien     | 1198–1250               | 52           |
| Peter IV.            | Aragonien    | 1336–1387               | 51           |
| Alfons II.           | Asturien     | 0791–842                | 51           |
| Sigismund            | Ungarn       | 1387–1437               | 50           |
| Johannes V.          | Byzanz       | 1341–1391               | 50           |
| Eduard III.          | England      | 1327–1377               | 50           |
| Chlothar I.          | Franken      | 0511–561                | 50           |
| Heinrich IV.         | HRR          | 1056–1105               | 49           |
| Aretas IV.           | Nabatäa      | 9 v. Chr. – 40 n. Chr.  | 49           |
| Władysław II         | Polen        | 1386–1434               | 48           |
| Johann I.            | Portugal     | 1385–1433               | 48           |
| Philipp I.           | Frankreich   | 1060–1108               | 48           |
| Chosrau I.           | Sassaniden   | 0531–579                | 48           |
| Konstantin VII.      | Byzanz       | 0912–959                | 47           |
| Childebert I.        | Franken      | 0511–558                | 47           |
| Andronikos II.       | Byzanz       | 1282–1328               | 46           |
| Dionysius            | Portugal     | 1279–1325               | 46           |
| Alfons I.            | Portugal     | 1139–1185               | 46           |
| Karl I.              | Franken      | 0768–814                | 46           |
| Chlothar II.         | Franken      | 0584–629                | 45           |
| Amasis               | Ägypten      | 0570–526 v. Chr.        | 44           |
| Ludwig IX.           | Frankreich   | 1226–1270               | 44           |
| Alfons VI.           | León         | 1065–1072 1072–1109     | 44           |
| Sancho VI.           | Navarra      | 1150–1194               | 44           |
| Alfons III.          | Asturien     | 0866–910                | 44           |
| Philipp II.          | Frankreich   | 1180–1223               | 43           |
| Ludwig VII.          | Frankreich   | 1137–1180               | 43           |
| Herodes Antipas      | Galiläa      | 4 v. Chr. – 39 n. Chr.  | 43           |
| Karl VI.             | Frankreich   | 1380–1422               | 42           |
| David II.            | Schottland   | 1329–1371               | 42           |
| Alfons IX.           | Leon         | 1188–1230               | 42           |
| Theodosius II.       | Rom          | 0408–450                | 42           |
| Augustus             | Rom          | 27 v. Chr. – 14 n. Chr. | 41           |
| Karl I.              | Ungarn       | 1301–1342               | 41           |
| Friedrich II.        | Sizilien     | 1296–1337               | 41           |
| Ludwig I.            | Ungarn       | 1342–1382               | 40           |
| Friedrich II.        | HRR          | 1197–1198 1211–1250     | 40           |
| Sancho VII.          | Navarra      | 1194–1234               | 40           |
| Garcia I.            | Navarra      | 0931–970                | 39           |
| Karl III.            | Navarra      | 1387–1425               | 38           |
| Karl II.             | Navarra      | 1349–1387               | 38           |
| Alfons XI.           | Kastilien    | 1312–1350               | 38           |
| Friedrich I.         | HRR          | 1152–1190               | 38           |
| Stephan I.           | Ungarn       | 1000–1038               | 38           |
| Chosrau II.          | Sassaniden   | 0590–628                | 38           |
| Justinian I.         | Byzanz       | 0527–565                | 38+          |
| Tiglat-Pileser I.    | Assyrien     | 1114–1076 v. Chr.       | 38           |
| Manuel I.            | Byzanz       | 1143–1180               | 37           |
| Alexios I.           | Byzanz       | 1081–1118               | 37           |
| Ethelred             | England      | 0978–1013 1014–1016     | 37           |
| Otto I.              | HRR          | 0936–973                | 37           |
| Karl II.             | Franken      | 0840–877                | 37           |
| Jakob II.            | Aragonien    | 1291–1327               | 36           |
| Sancho III.          | Navarra      | 0999–1035               | 36           |
| Ludwig II.           | Franken      | 0840–876                | 36           |
| Tukulti-Ninurta I.   | Assyrien     | 1233–1197 v. Chr.       | 36           |
| Waldemar IV.         | Dänemark     | 1340–1475               | 35           |
| Jakob II.            | Mallorca     | 1276–1311               | 35           |
| Eduard I.            | England      | 1272–1307               | 35           |
| Bela IV.             | Ungarn       | 1235–1270               | 35           |
| Ferdinand III.       | Kastilien    | 1217–1352               | 35           |
| Heinrich II.         | England      | 1154–1189               | 35           |
| Heinrich I.          | England      | 1100–1135               | 35           |
| Robert II.           | Frankreich   | 0996–1031               | 35           |
| Geiserich            | Vandalen     | 0442–477                | 35           |
| Manuel II.           | Byzanz       | 1391–1425               | 34           |
| Konstantin V.        | Byzanz       | 0741–775                | 34           |
| Ludwig IV.           | HRR          | 1314–1347               | 33           |
| Theoderich der Große | Ostgoten     | 0493–526                | 33           |
| Herodes der Große    | Judäa        | 0037–4 v. Chr.          | 33           |
| Karl IV.             | HRR          | 1346–1378               | 32           |
| Alfons IV.           | Portugal     | 1325–1357               | 32           |
| Alfons X.            | Kastilien    | 1252–1284               | 32           |
| Alfons II.           | Aragonien    | 1164–1196               | 32           |
| Lothar               | Frankreich   | 0954–986                | 32           |
| Liutprand            | Langobarden  | 0712–744                | 32           |
| Johanna I.           | Navarra      | 1274–1305               | 31           |
| Alfons III.          | Portugal     | 1248–1279               | 31           |
| Ferdinand II.        | León         | 1157–1188               | 31           |
| Alfons VII.          | León         | 1126–1157               | 31           |
| Sancho I.            | Aragonien    | 1063–1094               | 31           |
| Herakleios           | Byzanz       | 0610–641                | 31           |
| Guntram              | Franken      | 0561–592                | 31           |
| Konstantin I.        | Rom          | 0306–337                | 31           |
| Andreas II.          | Ungarn       | 1205–1235               | 30           |
| Alfons I.            | Aragonien    | 1104–1134               | 30           |
| Valentinian III.     | Rom          | 0425–455                | 30           |
| Philipp IV.          | Frankreich   | 1285–1314               | 29           |
| Ludwig VI.           | Frankreich   | 1108–1137               | 29           |
| Heinrich I.          | Frankreich   | 1031–1060               | 29           |
| Alfons V.            | León         | 0999–1028               | 29           |
| Ferdinand I.         | León         | 1037–1065               | 28           |
| Ramiro I.            | Aragonien    | 1035–1063               | 28           |
| Honorius             | Rom          | 0395–423                | 28           |
| Petronella           | Aragonien    | 1137–1164               | 27           |
| Konstans II.         | Byzanz       | 0641–668                | 27           |
| Thrasamund           | Vandalen     | 0496–523                | 27           |
| Anastasios I.        | Byzanz       | 0491–518                | 27           |
| Sancho I.            | Portugal     | 1185–1211               | 26           |
| Ludwig I.            | Franken      | 0814–840                | 26           |
| Leo VI.              | Byzanz       | 0886–912                | 26           |
| Margarethe I.        | Dänemark     | 1387–1412               | 25           |
| Sancho II.           | Portugal     | 1223–1248               | 25           |
| Johannes II.         | Byzanz       | 1118–1143               | 25           |
| Michael III.         | Byzanz       | 0842–867                | 25           |
| Maria                | Sizilien     | 1377–1401               | 24           |
| Bela III.            | Ungarn       | 1172–1196               | 24           |
| Roger II.            | Sizilien     | 1130–1154               | 24           |
| Eduard               | England      | 1042–1066               | 24           |
| Sancho II.           | Navarra      | 0970–994                | 24           |
| Romanos I.           | Byzanz       | 0920–944                | 24           |
| Leo III.             | Byzanz       | 0717–741                | 24           |
| Constantius II.      | Rom          | 0337–361                | 24           |
| Robert I.            | Schottland   | 1306–1329               | 23           |
| Wilhelm II.          | Sizilien     | 1166–1189               | 23           |
| Ramiro II.           | Aragonien    | 1134–1157               | 23           |
| Hadrian I.           | Kirchenstaat | 0772–795                | 23           |
| Chilperich I.        | Franken      | 0561–584                | 23           |
| Alarich II.          | Westgoten    | 0484–507                | 23           |
| Antoninus Pius       | Rom          | 0138–161                | 23           |
| Tiberius             | Rom          | 0014–37                 | 23           |
| Wenzel               | HRR          | 1378–1400               | 22           |
| Richard II.          | England      | 1377–1399               | 22           |
| Friedrich III.       | Sizilien     | 1355–1377               | 22           |
| Philipp VI.          | Frankreich   | 1328–1350               | 22           |
| Alexander III.       | Kirchenstaat | 1159–1181               | 22           |
| Sancho IV.           | Navarra      | 1054–1076               | 22           |
| Heinrich II.         | HRR          | 1002–1024               | 22           |
| Theuderich I.        | Franken      | 0511–533                | 22           |
| Johanna II.          | Navarra      | 1328–1349               | 21           |
| Geza II.             | Ungarn       | 1141–1162               | 21           |
| Koloman              | Ungarn       | 1095–1116               | 21           |
| Wilhelm I.           | England      | 1066–1087               | 21           |
| Leo III.             | Kirchenstaat | 0795–816                | 21           |
| Childebert II.       | Franken      | 0575–596                | 21           |
| Diokletian           | Rom          | 0284–305                | 21           |
| Hadrian              | Rom          | 0117–138                | 21           |
| Jakob III.           | Mallorca     | 1324–1344               | 20           |
| Eduard II.           | England      | 1307–1327               | 20           |
| Otto IV.             | HRR          | 1198–1218               | 20           |
| Sancho I.            | Navarra      | 0905–925                | 20           |
| Ludwig II.           | Franken      | 0855–875                | 20           |
| Ramiro II.           | León         | 0931–951                | 20           |
| Maurikios            | Byzanz       | 0582–602                | 20           |